# Liencres
Liencres est une localité du nord de l'Espagne située dans la commune de Piélagos en Cantabrie, 9 km à l'ouest de Santander.

## Géographie
Liencres est connue pour les plages des 8 km de son littoral. Celle de Valdearenas (es) et celle de Canallave (es) font partie du parc naturel des dunes de Liencres (es) (zone protégée depuis 1986).